# Parti oriental en Grèce
 (novembre 2013).
Si vous disposez d'ouvrages ou d'articles de référence ou si vous connaissez des sites web de qualité traitant du thème abordé ici, merci de compléter l'article en donnant les références utiles à sa vérifiabilité et en les liant à la section « Notes et références ».
 (novembre 2013).
- Si vous ne connaissez pas le sujet, laissez ce bandeau (vous pouvez alors contacter les auteurs).
- Si vous supprimez le contenu mis en cause (vous pouvez préalablement contacter les auteurs),

argumentez précisément cette suppression dans la page de discussion
(un manque de référence n'est pas un argument ; une recherche réelle de référence doit avoir été effectuée, être formellement documentée).
Le parti oriental en Grèce reflète le concept de parti oriental, dans les pays du tiers monde, en opposition à celui de parti occidental, notion utilisée aussi bien par les peuples concernés que par les sciences sociales, depuis plus d'un siècle pour définir l'opposition de la majorité de la population aux tentatives de leur occidentalisation.
Étant donné que l'Occident considère la Grèce comme sa mère, beaucoup refusent d'accepter qu'elle puisse faire partie du non-Occident et persistent à croire que le parti oriental dans ce pays est un phénomène marginal. Mais, selon Dimitri Kitsikis, « le parti oriental a toujours été le meilleur défenseur de la tradition grecque qui est inséparable de l'Orthodoxie. L'hellénisme n'est pas seulement une nation, c'est une civilisation qui, autrefois, rayonnait sur toute la surface de la Région intermédiaire »

## L'Orthodoxie en tant que phénomène non occidental
L'Église orthodoxe grecque utilise, pour se définir, l'expression "ἡ καθ΄ἡμᾶς Ἀνατολή" (notre Orient) et appelle Jésus Christ "Ἀνατολὴ Ἀνατολῶν" (L'Orient des Orients). L'Empire byzantin, expression politique de l'idéal orthodoxe, avait fondé sa richesse et sa puissance en Asie Mineure, qu'il appelait "Ἀνατολία" (l'Est) et non dans la péninsule des Balkans. Encore aujourd'hui, l'Asie Mineure, devenue la Turquie, est appelée en turc "Anadolu" (l'Est). L'Église romaine catholique se réfère toujours aux églises orthodoxes sous le vocable d'Églises chrétiennes orientales, tandis que l'orientalisme des intellectuels occidentaux du XIXe siècle situait la Grèce en Orient.

## L'idée ancestrale de région intermédiaire
Hérodote remarque que « la Tyrienne Europe était de naissance asiatique » et Aristote écrit : « Les nations habitant les endroits froids et celles de l'Europe sont pleines de courage, mais parfois déficientes en intelligence et en habileté, de sorte qu'elles restent comparativement libres, mais manquent d'organisation politique et de capacité à gouverner leurs voisins. Les peuples d'Asie, de l'autre côté, sont intelligents et habiles de tempérament, mais manquent de courage, de sorte qu'ils sont toujours soumis à la sujétion et à l'esclavage. Mais la race grecque participe aux deux caractères, précisément parce qu'elle occupe la position géographiquement médiane, de sorte qu'elle est à la fois courageuse et intelligente… Elle est capable de gouverner l'humanité si elle parvient à l'unité constitutionnelle »
Pour Byzance, l'Occident ne cessa d'être l'ennemi suprême. L'historienne Anne Comnène, fille de l'empereur de Byzance Alexis I Comnène écrivit que l'Europe était « l'ensemble des nations barbares qui s'étendent de la mer Adriatique jusqu'aux colonnes d'Hercule ». Lorsque les Ottomans furent aux portes de Constantinople, Lucas Notaras, premier ministre (megadux) de Byzance, ainsi que Gennadios II patriarche orthodoxe de Constantinople, s'écrièrent « κάλλιον εἰδέναι φακιόλιον τουρκικὸν παρὰ καλύπτραν λατινικήν » (« mieux vaut voir [à Constantinople] le turban turc que le bonnet latin »).

## L'idée byzantine d'hellénoturquisme comme barrière anti-occidentale
Le père de l'idéologie anti-occidentale d' hellénoturquisme fut le philosophe Georges de Trébizonde qui au lendemain de l'entrée de Mehmet II à Constantinople, en 1453, proposa à ce dernier la création d'un État bicéphale turco-grec pour perpétuer Byzance et libérer l'Empire de l'emprise occidentale. Il écrivit au sultan, en 1466 : « Personne ne doute que, de plein droit, tu es empereur des Romains. En effet, est empereur celui qui légalement, détient le siège de l'Empire… Celui qui est empereur des Romains est aussi empereur de tout le globe terrestre ».

## Le parti oriental auXIXesiècle
La formation de l'État grec, à la suite de la révolution de 1821, avait eu lieu dans un climat fortement pro-occidental, inspirée du mythe de la résurrection de la Grèce antique et avait été coiffée d'un roi bavarois. Néanmoins tous les combattants de l'indépendance grecque, tels Théodoros Kolokotronis et Ioannis Makrygiannis étaient de fervents partisans de l'Orthodoxie et appartenaient au parti pro-russe anti-occidental. Le dirigeant du parti pro-russe et ancien ministre des Affaires étrangères de Russie, qui représentait les tendances de la quasi-totalité des habitants du nouvel État, premier gouverneur de la Grèce, fut Ioannis Kapodistrias qui fut assassiné en 1831, sur l'instigation des Puissances occidentales. Désormais, la Grèce fut gouvernée jusqu'à nos jours par des dirigeants pro-occidentaux, dont le plus célèbre fut Elefthérios Venizélos, ce qui donna l'impression que ce pays avait été définitivement occidentalisé et que le parti oriental avait disparu. Le dernier acte de cette évolution avait été l'entrée de la Grèce dans l'Union européenne, en 1981.
Néanmoins, sous la surface, le parti oriental continuait à exprimer les tendances profondes du peuple grec. Sous la bannière de l'hellénoturquisme, du rêve de la constitution d'une confédération de la Grèce et de la Turquie, trois hommes, un écrivain Periklis Yannopoulos, un diplomate Íon Dragoúmis et un officier Athanasios Souliotis-Nikolaidis, luttèrent au travers de leurs écrits et de leurs actions à défaire ceux qu'ils appelaient « les Francs fanatiques ».

## L'idéal oriental
Souliotis définissait ainsi l'idéal oriental : « Ici,en Orient, au carrefour de l'Europe, de l'Asie et de l'Afrique, de l'humanité blanche, jaune et noire, se déclenchait toujours et brillait l'étincelle électrique (théologie égyptienne, christianisme, Islam) et mettait rythmiquement en marche la nébuleuse des sentiments et des idées humaines. L'Occident s'emparait de ce monde rythmé que l'Orient créait et le défaisait progressivement. Et l'humanité s'abîmait dans une profonde mélancolie. Ici à nouveau, en Orient, l'étincelle électrique se déclenchera et brillera qui reformera, à partir de la nébuleuse des idées et des sentiments, le rythme du monde ». Souliotis va même jusqu'à prétendre, qu'après la constitution de la confédération gréco-turque, on pourrait arriver à la formation d'une « race orientale ».
Même l'occidentaliste et chef des Libéraux Elefthérios Venizélos se résigna, le 10 mai 1933, après la catastrophe d'Asie Mineure et après avoir perdu à nouveau le pouvoir, à déclarer, par trois fois, devant le «Grand Comité des Affaires étrangères» du gouvernement grec, au premier ministre de l'époque, Panagis Tsaldaris : « vous verrez, que dans vingt ans nous arriverons à réaliser avec la Turquie une Fédération orientale ».

## Le parti oriental aujourd'hui
L'historien Dimitri Kitsikis, partisan de Dragoumis, a depuis un demi-siècle, soutenu dans tous ses écrits, après la seconde guerre mondiale, l'idéologie du parti oriental avec ses concepts de Région intermédiaire et d'hellénoturquisme. Il a été suivi par un nombre grandissant d'intellectuels grecs, surtout des théologiens orthodoxes, tels le père Jean S. Romanides, le père Georges Métallinos,l'écrivain Kostas Sardélis et le philosophe Chrístos Yannarás.
Dans le contexte actuel de la politique méditerranéenne du président de la Russie, Vladimir Poutine, on constate en Grèce une renaissance du parti oriental de Kapodistrias, sur lequel essaye de s'appuyer un panslavisme moscovite renouvelé.Il est entendu que le terme de «parti» (παράταξη, en grec moderne) ne signifie pas ici «parti politique» (κόμμα, en grec moderne) mais une attitude de civilisation, d'opposition au concept de civilisation occidentale.

## Le parti occidental face au parti oriental grec
La révolution de 1821 donna naissance au nationalisme grec fondé sur le retour à l'Antiquité. C'est sur ce nationalisme que s'est fondé le parti occidental, dont le parti Libéral de Venizélos en fut l'âme. La méfiance envers Byzance et le monachisme orthodoxe furent ses balises.
Le ministre plénipotentiaire de France à Athènes, le comte Charles de Moüy, en 1880-1886, helléniste enthousiaste, résuma de la façon suivante, la conception de l'histoire qu'avait le parti occidental grec et qu'il partageait :

« Les peuples barbares qui sont nos pères, sont pour moi plus reculés dans les âges et plus étrangers à ma civilisation que les orateurs du Pnyx et les spectateurs du théâtre de Bacchus… On prend même, à la longue, un certain dédain pour les autres races historiques, du moins au point de vue de l'art. C'est du bout des lèvres qu'on dit de tel objet dont les curieux se pâmeraient à Paris: «c'est romain», ou bien et pis encore: «c'est byzantin». Nous sommes tout ensemble, décidément, des Athéniens d'aujourd'hui et des Athéniens d'autrefois… Et cependant, entre ces grands Hellènes et nous, il y a un abîme de siècles, des temps terribles, les invasions romaines et barbares, la période du byzantinisme, toute une suite d'années qui n'a pas même d'histoire, tant elle est morne dans son demi-jour, puis la domination des ducs français et florentins, puis l'esclavage turc dont l'obscurité ne s'illumine que par deux lueurs funèbres : l'explosion des Propylées et l'explosion du Parthénon… En réalité, pour nous ils n'existent pas, ces siècles morts et inconnus… Le ressuscité ne compte pas les jours qu'il a passés dans le tombeau. Ce n'est qu'au moment où le frisson du réveil a fait tressaillir la Grèce, depuis les cimes du Taygète jusqu'à celles de l'Olympe, que l'histoire recommence, et pour elle les temps antiques ne sont que la veille des temps nouveaux. Entre le sanglant coucher du soleil de la conquête romaine et la brise d'aurore de notre siècle, il n'y a qu'une nuit qu'on ignore. Devant cette singulière arithmétique de l'histoire, où tant de siècles disparaissent dans les ténèbres, Botzaris n'est pas très loin de Miltiade et Canaris de Thémistocle. »

Ce texte de l'ambassadeur français résume de façon magistrale l'idée que se faisait de l'histoire le parti occidental : une résurrection de ses cendres, en 1821, de la Grèce, après deux mille ans passés dans le tombeau. Encore aujourd'hui, l'irrédentisme grec et le nationalisme extrême se retrouvent de façon caricaturale dans le culte de l'Antiquité et l'hostilité à Byzance du fascisme grec du parti de l'Aube dorée.